# Odoreu
Odoreu (Szatmárudvari en hongrois) est une commune roumaine du județ de Satu Mare, dans la région historique de Transylvanie et dans la région de développement du Nord-ouest.

## Géographie
La commune d'Odoreu est située dans le nord du județ, dans la plaine du Someș, sur la rive droite de la rivière, à 10 km à l'est de Satu Mare, le chef-lieu du județ.
Le climat est de type continental et la moyenne annuelle des températures est de 9,8 °C.
La municipalité est composée des six villages suivants (population en 2002) :
- Berindan (86) ;
- Cucu (0) ;
- Eteni (0) ;
- Mărtinești (271) ;
- Odoreu (4 483), siège de la commune ;
- Vânătorești (15).

Les deux villages de Cucu et Eteni appartenaient à la commune de Medieșu Aurit jusqu'en 1956, ils sont inhabités depuis les inondations de 1970.

## Histoire
La première mention écrite du village d'Odoreu date de 1169, sous le nom hongrois de Udvarnuk, dans un document de la cour du roi Étienne III de Hongrie faisaient état de la donation du village au monastère de Sainte Marguerite, ce qui en fait un des plus vieux villages attestés de Transylvanie. Le village de Mărtinești est signalé en 1213, celui de Cucu en 1268 et celui de Berindan en 1330.
Le peuplement de la commune est cependant beaucoup plus ancien. Des objets datant de l'âge du bronze ont été découverts lors de campagnes de fouilles. Le site a été florissant au IIIe siècle av. J.-C. mais il fut détruit par les invasions des Gépides. Le site a ensuite été occupé par des populations daces et il faisant sans doute partie des possessions de Menumorout lors des invasions hongroises du Xe siècle (voir la Gesta Hungarorum).
La commune, qui appartenait au royaume de Hongrie, faisait partie de la principauté de Transylvanie et elle en a donc suivi l'histoire. En 1241, les villages sont détruits pendant l'invasion tatare. Ils ont appartenu successivement à plusieurs familles de la noblesse hongroise et ont connu un développement significatif car ils étaient situés sur la route Satu Mare-Mediaș.
Après le compromis de 1867 entre Autrichiens et Hongrois de l'empire d'Autriche, la principauté de Transylvanie disparaît et, en 1876, le royaume de Hongrie est partagé en comitats. Odoreu intègre le comitat de Szatmár (Szatmár vármegye).
En 1884, le village est desservi par la nouvelle ligne de chemin de fer Satu Mare-Baia Mare et en 1889 est ouverte la première succursale bancaire. Au début du XXe siècle, un barrage sur le Someș est construit pour réguler les crues fréquentes. En 1908, la commune, qui s'appelait jusqu'alors Udvari, change de nom et devient Szatmárudavari.

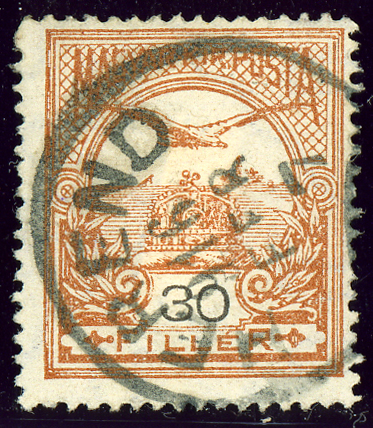
Timbre hongrois oblitéré à Berindan BEREND en 1916

À la fin de la Première Guerre mondiale, l'Empire austro-hongrois disparaît et la commune rejoint la Grande Roumanie au traité de Trianon, elle prend alors son nom actuel. Beaucoup d'habitants hongrois sont alors chassés.
En 1940, à la suite du deuxième arbitrage de Vienne, elle est annexée par la Hongrie jusqu'en 1944, période durant laquelle sa communauté juive est exterminée par les nazis. Elle réintègre la Roumanie après la Seconde Guerre mondiale au traité de Paris en 1947. En 1949, quatre patriotes roumains sont exécutés par les communistes.
En 1970, la rupture du barrage sur le Someș provoque de terribles inondations et d'immenses destructions. Les villages de Cucu et Eteni sont rayés de la carte, ils demeurent inhabités encore aujourd'hui. La commune a beaucoup souffert de la politique de systématisation dans les années 1970. Les habitants des villages des alentours sont forcés de s'installer à Odoreu, les anciennes habitations sont détruites au profit d'immeubles délabrés de nos jours.

## Politique
Le conseil municipal d'Odoreu compte 15 sièges de conseillers municipaux. À l'issue des élections municipales de juin 2008, Dumitru Dorel Pop (PSD) a été élu maire de la commune.
| Parti                                      | Nombre de conseillers |
| ------------------------------------------ | --------------------- |
| Parti social-démocrate (PSD)               | 7                     |
| Union démocrate magyare de Roumanie (UDMR) |                       |
| Parti démocrate-libéral (PD-L)             | 3                     |
| Parti national libéral (PNL)               | 1                     |

## Religions
En 2002, la composition religieuse de la commune était la suivante :
- Chrétiens orthodoxes, 59,27 % ;
- Réformés, 20,14 % ;
- Grecs-Catholiques, 11,14 % ;
- Catholiques romains, 8,13 %.

## Démographie
En 1910, à l'époque austro-hongroise, la commune comptait 2 996 Hongrois (89,87 %), 326 Roumains (9,79 %) et 7 Allemands (0,21 %),.
En 1930, on dénombrait 1 983 Roumains (57,98 %), 1 245 Hongrois (36,40 %), 169 Juifs (4,94 %) et 12 Ukrainiens (0,35 %).
En 1956, après la Seconde Guerre mondiale, 3 036 Roumains (68,26 %) côtoyaient 1 395 Hongrois (31,36 %) et 14 rescapés juifs (0,31 %).
En 2002, la commune comptait 3 366 Roumains (69,33 %), 1 300 Hongrois (26,77 %), 168 Tsiganes (3,46 %) et 17 Allemands (0,35 %). On comptait à cette date 2 488 ménages et 1 768 logements.
| 1880  | 1890  | 1900  | 1910  | 1920  | 1930  | 1941  | 1956  | 1966  |
| ----- | ----- | ----- | ----- | ----- | ----- | ----- | ----- | ----- |
| 2 842 | 2 964 | 3 224 | 3 330 | 3 105 | 3 420 | 3 683 | 4 448 | 4 648 |

| 1977  | 1992  | 2002  | 2007  | - | - | - | - | - |
| ----- | ----- | ----- | ----- | - | - | - | - | - |
| 4 827 | 4 888 | 4 855 | 5 090 | - | - | - | - | - |

## Économie
L'économie de la commune repose sur l'agriculture et la fabrication de produits alimentaires (chocolat, eau minérale). D'autre part, de nombreux habitants travaillent à Satu Mare.

## Communications

### Routes
Odoreu est située sur la route régionale DJ192 qui rejoint Satu Mare à l'ouest et Medieșu Aurit à l'est.

### Voies ferrées
Odoreu est desservie par la ligne des chemins de fer roumains (Căile Ferate Române) Satu Mare-Baia Mare.

## Lieux et monuments
- Odoreu, église orthodoxe des Sts Archanges datant de 1818-1823[11].
- Odoreu, église réformée du XVIe siècle, classée monument historique[12].
- Odoreu, manoir Octavian Pop[13].
- Berindan, église grecque-catholique du XIXe siècle[12].
- Mărtinești, église réformée de 1885[12].